# Флора Димитрова
Флора Димитрова е българска учителка и революционерка, деятелка на Вътрешната македоно-одринска революционна организация.

## Биография
Родена е в град Ресен, тогава в Османската империя. В 1894 година завършва с IV випуск Солунската българска девическа гимназия. Българската екзархия веднага я назначава за учителка в Цариград. В Цариград се включва активно в националноосвободителната борба на македонските българи и влиза в местния революционен комитет. В комитета Флора Димитрова става дейна част от революционната активност в града и е съратничка на Димитър Ляпов, Благой Орлов и други.